# Umberto Eco
Umberto Eco (født 5. januar 1932 i Alessandria, Piemonte i Italien, død 19. februar 2016) var en italiensk forfatter, semiotiker og filosof. Han opnåede verdensberømmelse med sin første roman, Il nome della rosa fra 1980 (dansk: Rosens navn), som er filmatiseret med Sean Connery i hovedrollen. Eco var intellektuel og samfundskritisk, men appellerede alligevel bredt med sin balance mellem svær litteratur og populær spænding.
Eco har i sit forfatterskab og i udtalelser flittigt kommenteret den politiske og kulturelle situation i Italien, Europa og verden generelt.